# Nemocnice Ša'arej cedek

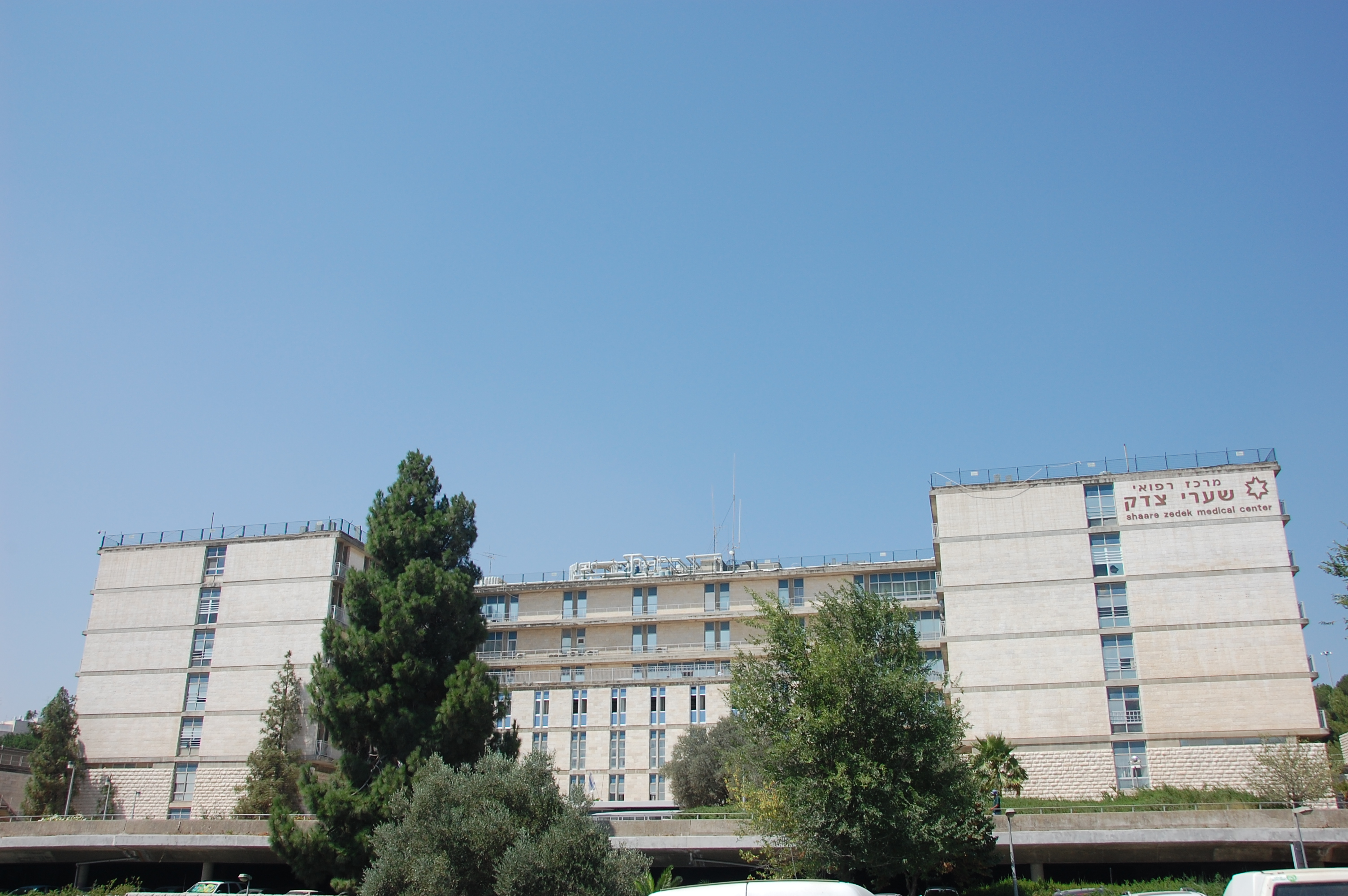
Současné objekty nemocnice Ša'arej cedek

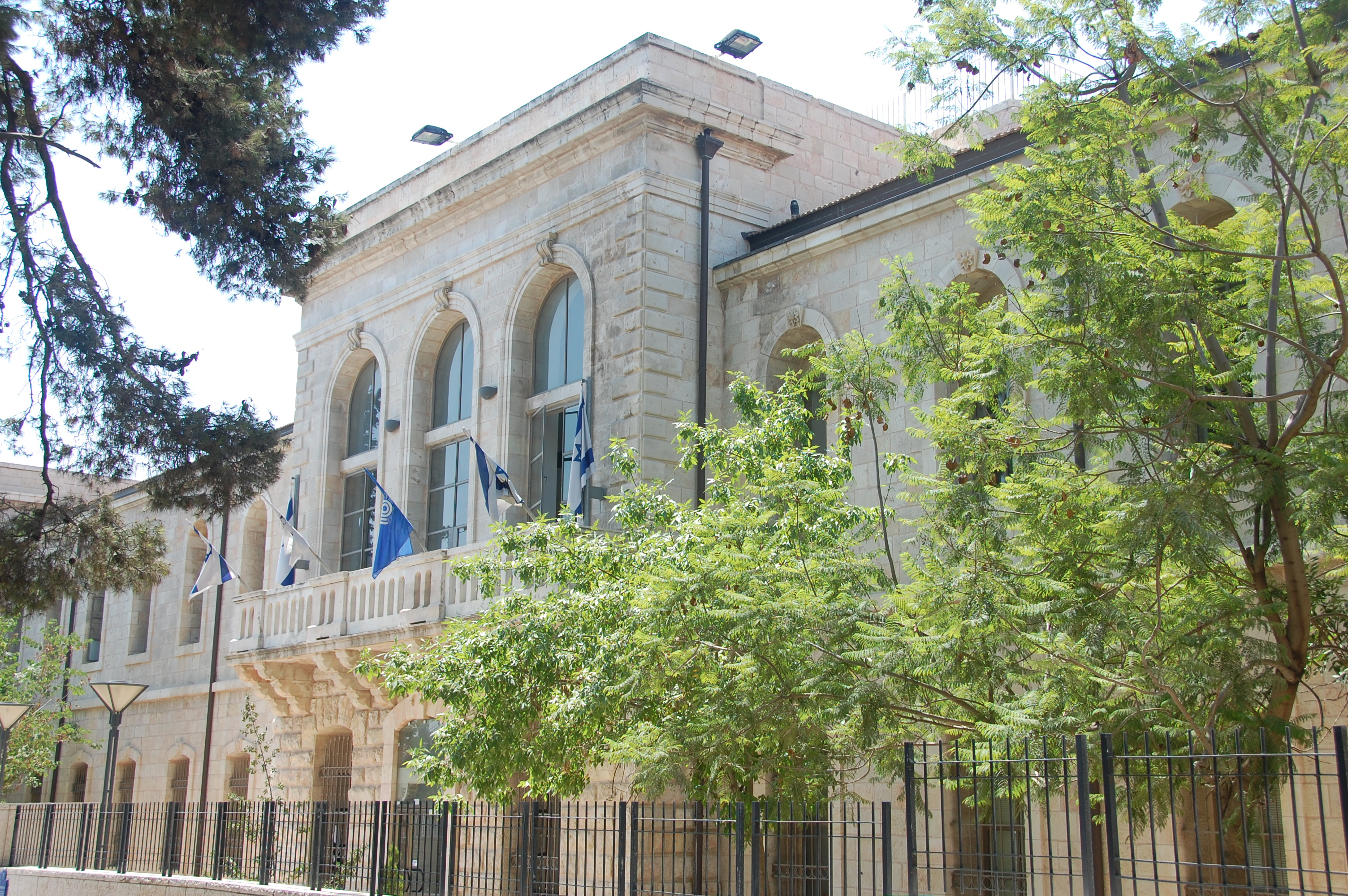
Původní budova nemocnice Ša'arej cedek na Jaffské ulici v centru města

Nemocnice Ša'arej cedek (hebrejsky המרכז הרפואי שערי צדק‎, ha-Merkaz ha-refu'i Ša'arej cedek, doslova Lékařské centrum Ša'arej cedek) je nemocniční komplex v západní části Jeruzaléma v Izraeli.

## Geografie
Leží v nadmořské výšce necelých 800 metrů cca 4,5 kilometru západně od Starého Města. Na severu a severovýchodě hraničí se čtvrtí Bejt ha-Kerem, na východě se sídlištěm Ramat Bejt ha-Kerem, na jihu se čtvrtí Bajit ve-Gan. Západně od areálu nemocnice stojí Herzlova hora. V roce 2011 sem byla dobudována tramvajová trať. Populace čtvrti je židovská.

## Dějiny
Vznikla v roce 1902 jako jedno z prvních moderních nemocničních zařízení ve městě. Stála v Jafské ulici, naproti čtvrti Ša'arej Cedek. Nemocnice měla kapacitu 20 lůžek. V 70. letech 20. století byla nemocnice z nevyhovujících prostor v centru města přestěhována a roku 1979 byl otevřen nynější moderní areál. Sestává z deseti vzájemně propojených budov a rozsáhlého parkoviště. Kapacita zařízení je 500 lůžek a ročně tudy projde víc než 50 000 pacientů. Nemocnice disponuje 30 odbornými pracovišti. Patří k ní ovšem i zařízení ambulantní péče s roční obslužností přes 150 000 pacientů a více než 70 pracovišti. Nedávno byla zrakonstruována klinika Weinstock Family Department of Emergency Medicine, kterou ročně navštíví 60 000 lidí. Komplex zaměstnává téměř 400 lékařů a 800 zdravotních sester, dále téměř 1000 administrativních a údržbářských pracovníků. Centrální budovou je desetipodlažní hlavní objekt s některými klíčovými pracovišti včetně operačních sálů. Nemocnice slouží i pro Izraelské obranné síly a ošetří přes 12 000 vojáků ročně. Poskytuje služby i obětem teroristických útoků. Je propojena s Hebrejskou univerzitou. Provoz nemocnice je nezávislý finančně na státu a velký podíl investic nemocnice provádí díky příspěvkům dárců.